# Hồng Ngự (thành phố)
Hồng Ngự là một thành phố biên giới cũ thuộc tỉnh Đồng Tháp, Việt Nam.
Thành phố Hồng Ngự hiện là đô thị loại III, trung tâm kinh tế - xã hội phía bắc của tỉnh Đồng Tháp. Cùng với thành phố Cao Lãnh và thành phố Sa Đéc tạo thành ba trung tâm kinh tế của tỉnh.

## Địa lý
Thành phố Hồng Ngự nằm ở phía bắc tỉnh Đồng Tháp, cách thành phố Cao Lãnh (tỉnh lỵ) 64 km,  cách Thành phố Hồ Chí Minh 226 km, có vị trí địa lý:
- Phía đông giáp huyện Tân Hồng
- Phía tây giáp huyện Hồng Ngự
- Phía nam giáp huyện Tam Nông
- Phía bắc giáp tỉnh Prey Veng, Campuchia.

Thành phố có diện tích 121,84 km², dân số năm 2019 là 100.610 người, mật độ dân số đạt 826 người/km².

## Kinh tế - xã hội

chợ Hồng Ngự.

## Lịch sử